# Cyril Slater
Cyril Seely "Sig" Slater (Kanada, Québec, Montréal, 1897. március 27. – Kanada, Québec, Montréal, 1969. október 26.) olimpiai bajnok kanadai jégkorongozó.
Részt vett az 1924. évi téli olimpiai játékokon a jégkorongtornán a kanadai válogatottal. A csoportból nagyon könnyen jutottak tovább. Gólt sem kapott és a támadók összesen 85 gólt ütöttek 3 mérkőzésen. A döntő csoportban is egyszerű dolguk volt, és 3 mérkőzésen mindössze 3 gólt kaptak illetve 47-et szereztek. Ő 4 mérkőzésen játszott és 4 gólt ütött.
Ez a kanadai válogatott valójában egy klubcsapat volt, a Toronto Granites, amely amatőr játékosokból állt. 1922-ben és 1923-ban megnyerték az Allan-kupát, amiért a kanadai senior amatőr csapatok versengenek.